# رویداد تیراندازی پایگاه هوایی پنسکوولا
تیراندازی پایگاه هوایی پنسکوولا یا تیراندازی در پایگاه هوایی نیروی دریایی پنساکولا؛ (انگلیسی: Naval Air Station Pensacola shooting)، تیراندازی گسترده‌ای بود که در ۶ دسامبر سال ۲۰۱۹ در ایستگاه هوایی نیروی دریایی پنساکولا در پنساکولا، فلوریدا اتفاق افتاد. سه نفر توسط تیرانداز کشته شدند و هشت نفر دیگر مجروح شدند.
تیرانداز اندکی پس از ورود به صحنهٔ مأموران کلانتر اسکامبیا کشته شد. وی به عنوان یک دانشجوی هواپیمایی از عربستان سعودی مشخص شد و مقامات گفتند که آنها در حال تحقیق در مورد عامل تروریسم به عنوان یک انگیزه احتمالی بوده‌اند.
این تیراندازی دو روز پس از رویداد تیراندازی در پایگاه نظامی دیگر؛ پایگاه مشترک شکاری هاربر-هیکام در هاوایی رخ داد، که در آن یک ملوان قبل از کشتن خود، دو نفر را کشته و یک نفر را زخمی کرد.